# Kirsten Larsen
Kirsten Larsen –también conocida por su nombre de casada Kirsten Fladberg– (14 de marzo de 1962) es una deportista danesa que compitió en bádminton, en las modalidades individual y dobles.
Ganó cinco medallas en el Campeonato Europeo de Bádminton entre los años 1980 y 1988.

## Palmarés internacional
| Campeonato Europeo | Campeonato Europeo      | Campeonato Europeo | Campeonato Europeo |
| Año                | Lugar                   | Medalla            | Prueba             |
| ------------------ | ----------------------- | ------------------ | ------------------ |
| 1980               | Groninga (Países Bajos) | Medalla de plata   | Dobles             |
| 1984               | Preston (Reino Unido)   | Medalla de bronce  | Individual         |
| 1984               | Preston (Reino Unido)   | Medalla de bronce  | Dobles             |
| 1986               | Uppsala (Suecia)        | Medalla de plata   | Individual         |
| 1988               | Kristiansand (Noruega)  | Medalla de oro     | Individual         |